# Gottfried Benn

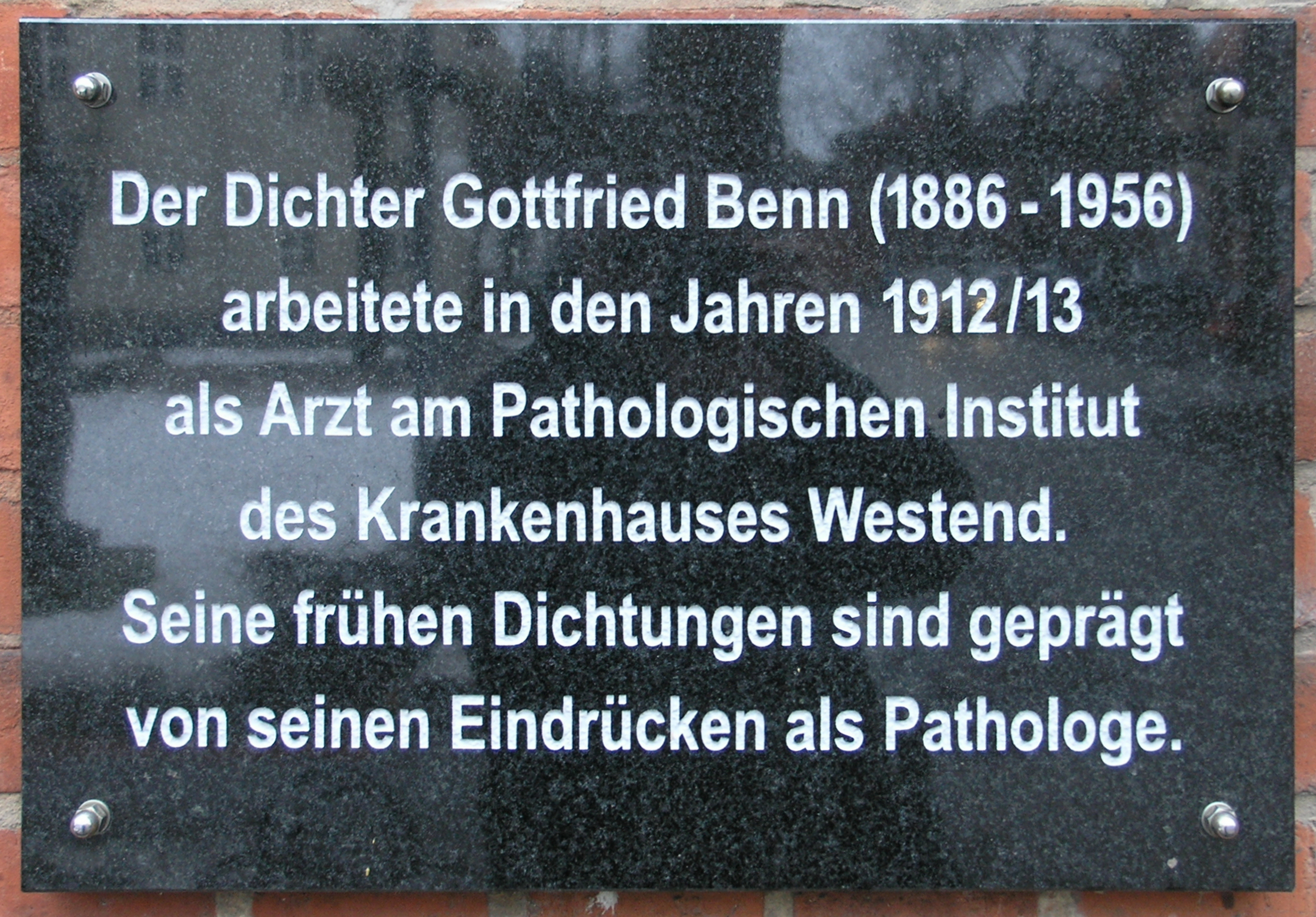
Pamětní deska v Berlíně (Spandauer Damm 130, Berlin-Westend)

Gottfried Benn (2. května 1886, Mansfeld, dnes součást Putlitz – 7. června 1956, Berlín) byl německý lékař a básník, představitel expresionismu.

## Život
Narodil se v rodině luteránského kněze, měl také studovat teologii, ale později přešel na medicínu a po vystudování začal pracovat jako patolog. Z těchto zkušeností čerpá jeho první a patrně nejvýznamnější básnická sbírka, kontroverzní cyklus Morgue (Márnice, 1912), rozvíjející nihilisticky pojímané motivy marnosti a odpornosti lidského těla na pozadí jakýchsi básnických pitevních protokolů. Tuto tematiku později opustil, motivy marnosti a nihilismu ale prostupují celým jeho dílem. V roce 1914 strávil krátký čas jako vojenský lékař na frontě, později se stal lékařem ve vojenském nevěstinci. Zkušeností zde nabytých využil při své pozdější praxi, pracoval v Berlíně jako odborník na kožní a pohlavní choroby, ve dvacátých letech téměř nepublikoval.
Krátkou dobu sympatizoval s nacismem, jeho sympatie ale neměly politický charakter, spíše doufal, že se expresionismus stane oficiální uměleckou ideologií v Německu. V roce 1932 byl dokonce zvolen do poetické sekce Pruské akademie. Po noci dlouhých nožů se ale od nacismu odvrátil. Bylo mu zakázáno pokračovat v literární tvorbě, byl označován za degeneráta, dekadenta, Žida, homosexuála a nekrofila. V té době pracoval jako vojenský lékař, psal stále bez naděje na publikaci básně a eseje.
Po druhé světové válce žil v Západním Berlíně, byl velmi uznáván a měl velkou úlohu v tehdejším literárním světě, přestože se lidem spíše vyhýbal. V roce 1951 získal prestižní cenu Georga Büchnera. V roce 1956 zemřel na kostní nádor.

### Význam
Jeho básně, psané většinou volným veršem, se vyznačují morbidními náměty a cynickým pojetím, dovádějí do mnohdy stěží únosných extrémů expresionistickou poetiku. Na lidstvo Benn pohlíží jako lékař, který si je vědom jeho marnosti a odpornosti, na pozadí těchto zkušeností si klade závažné existenciální otázky. Pro něj typické motivy nejrůznějších chorob s oblibou konfrontuje s erotickou tematikou, ale i s romantickým hledáním podstaty umění a života. V pozdějších básních převládají jazykové i významové experimenty, jeho dřívější poetika mnohdy ustupuje do pozadí. Do češtiny většinu jeho díla přeložil Ludvík Kundera ve výboru Básně (ERM, 1995), několik básní je také uvedeno v různých antologiích.

## Fotogalerie

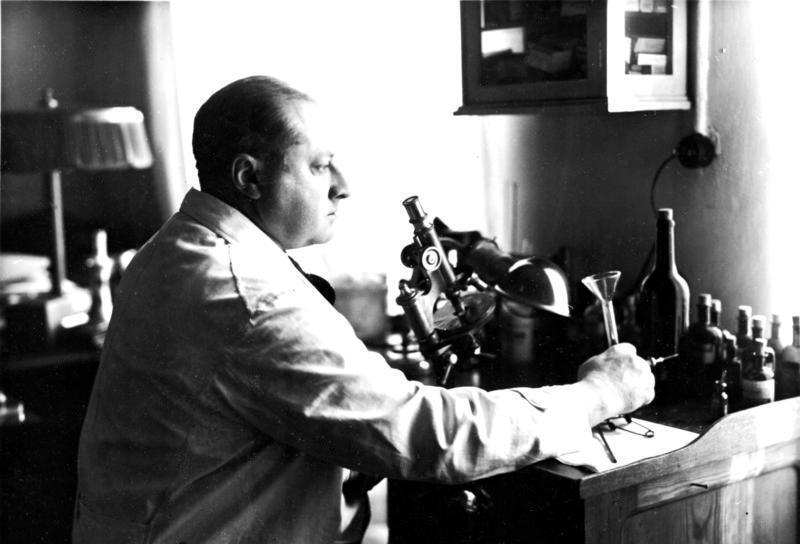
Gottfried Benn při práci
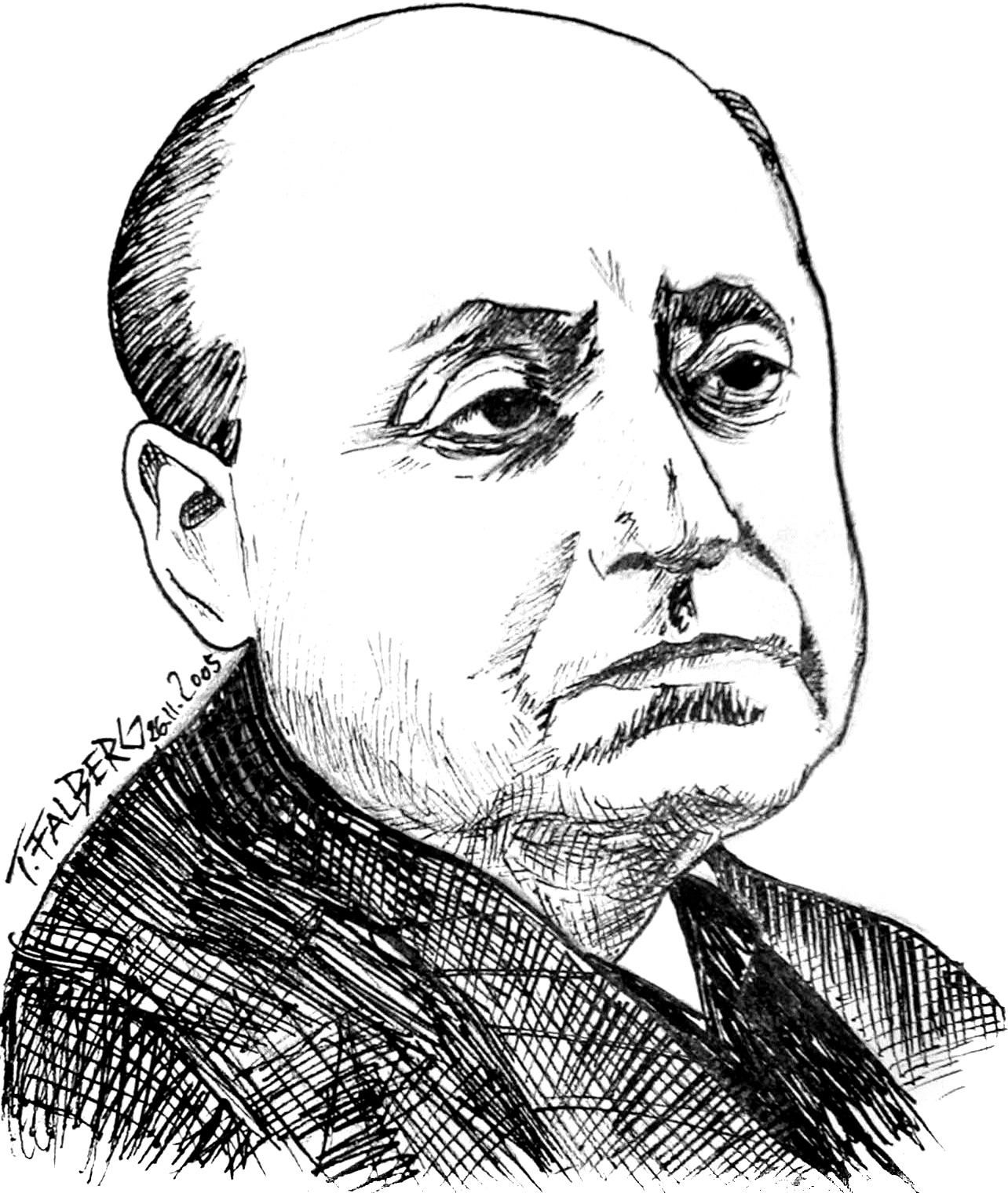
Karikatura Gottfrieda Benna od Tobiase Falberga
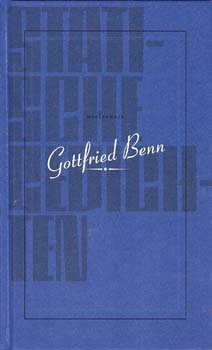
Benn, G. Statische Gedichte. (1948)
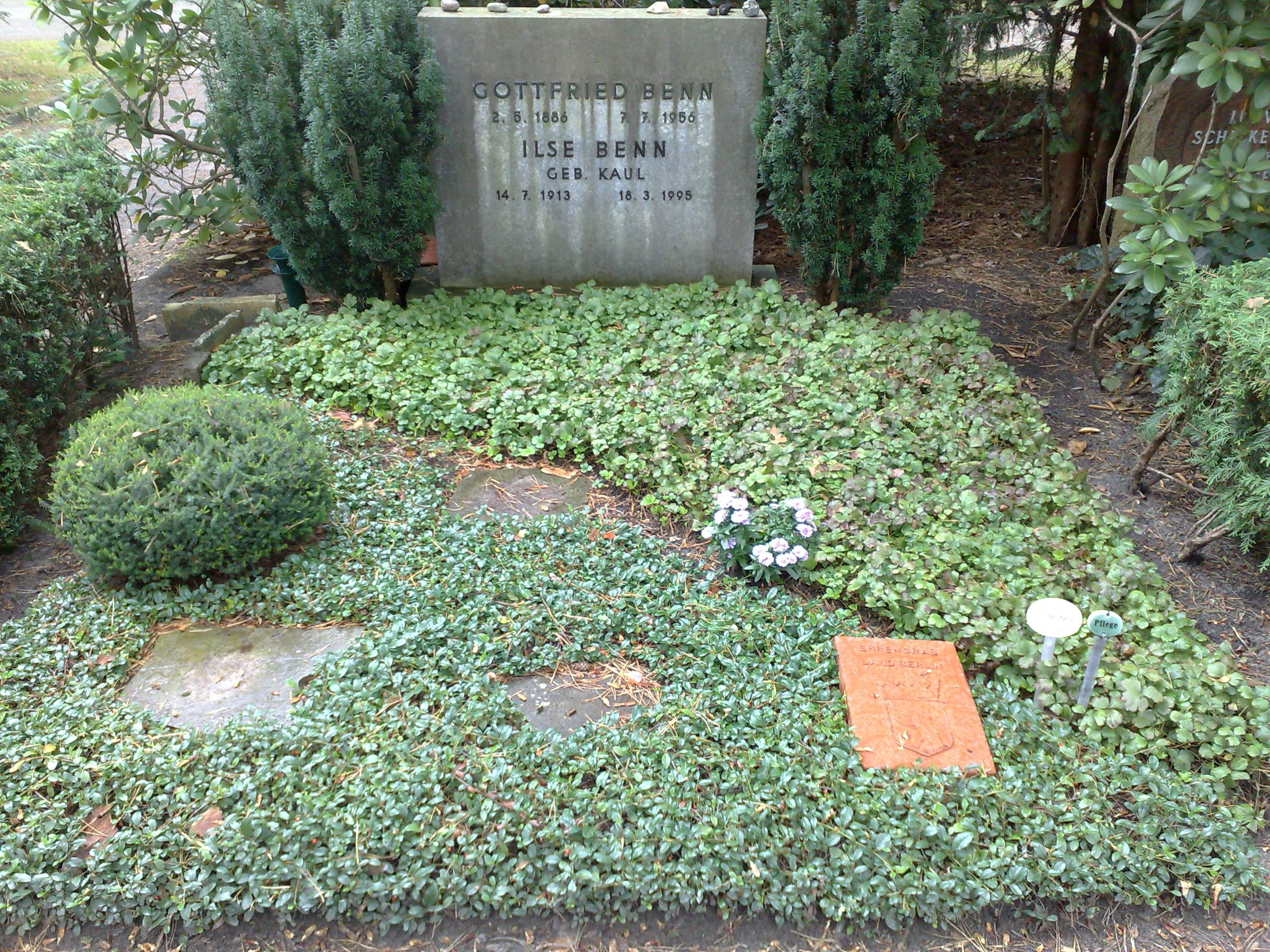
Hrob G. Benna v Berlíně (Der Waldfriedhof Dahlem)
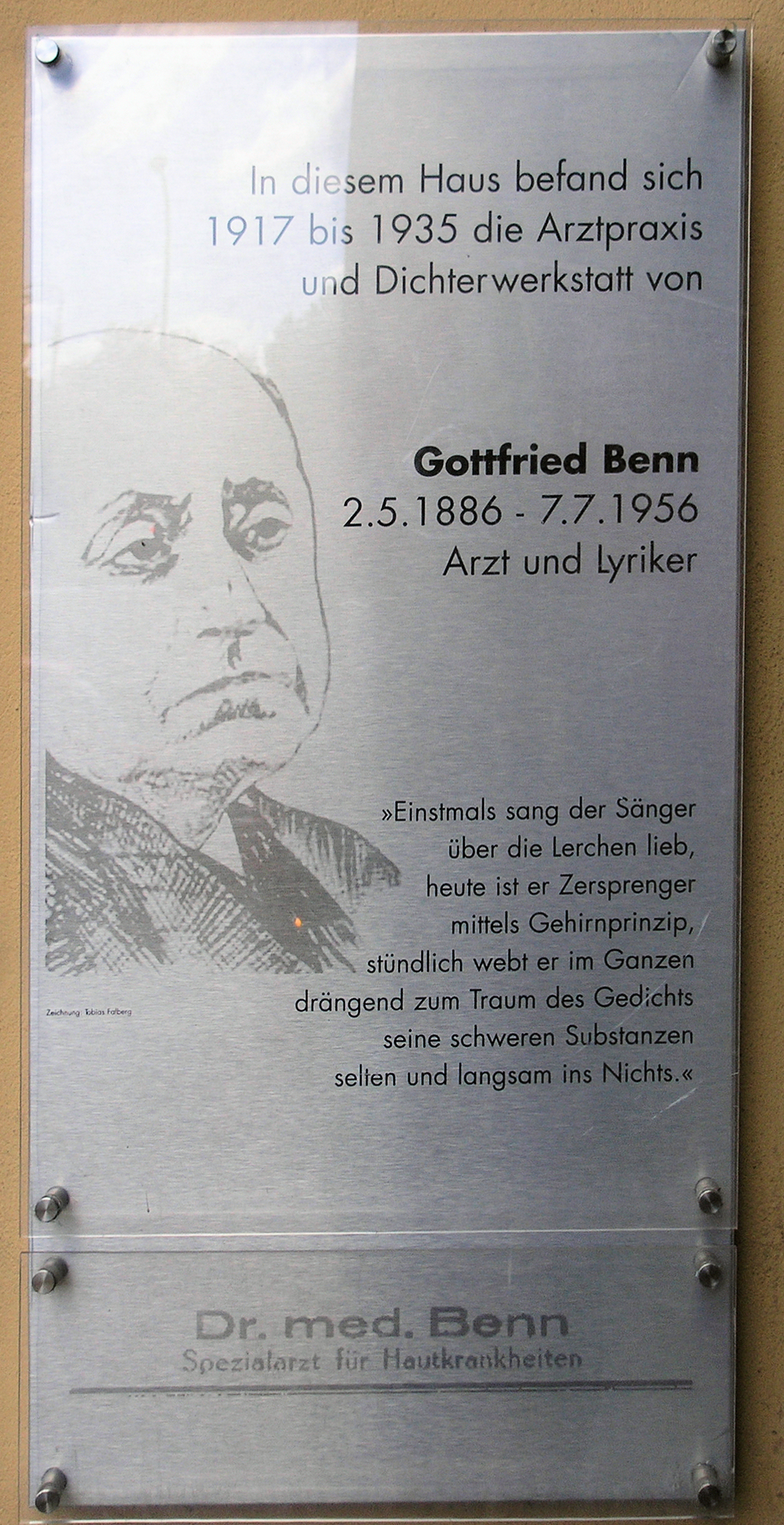
Pamětní deska v Berlíně (Mehringdamm 38, Berlin-Kreuzberg)